# Claude Frollo

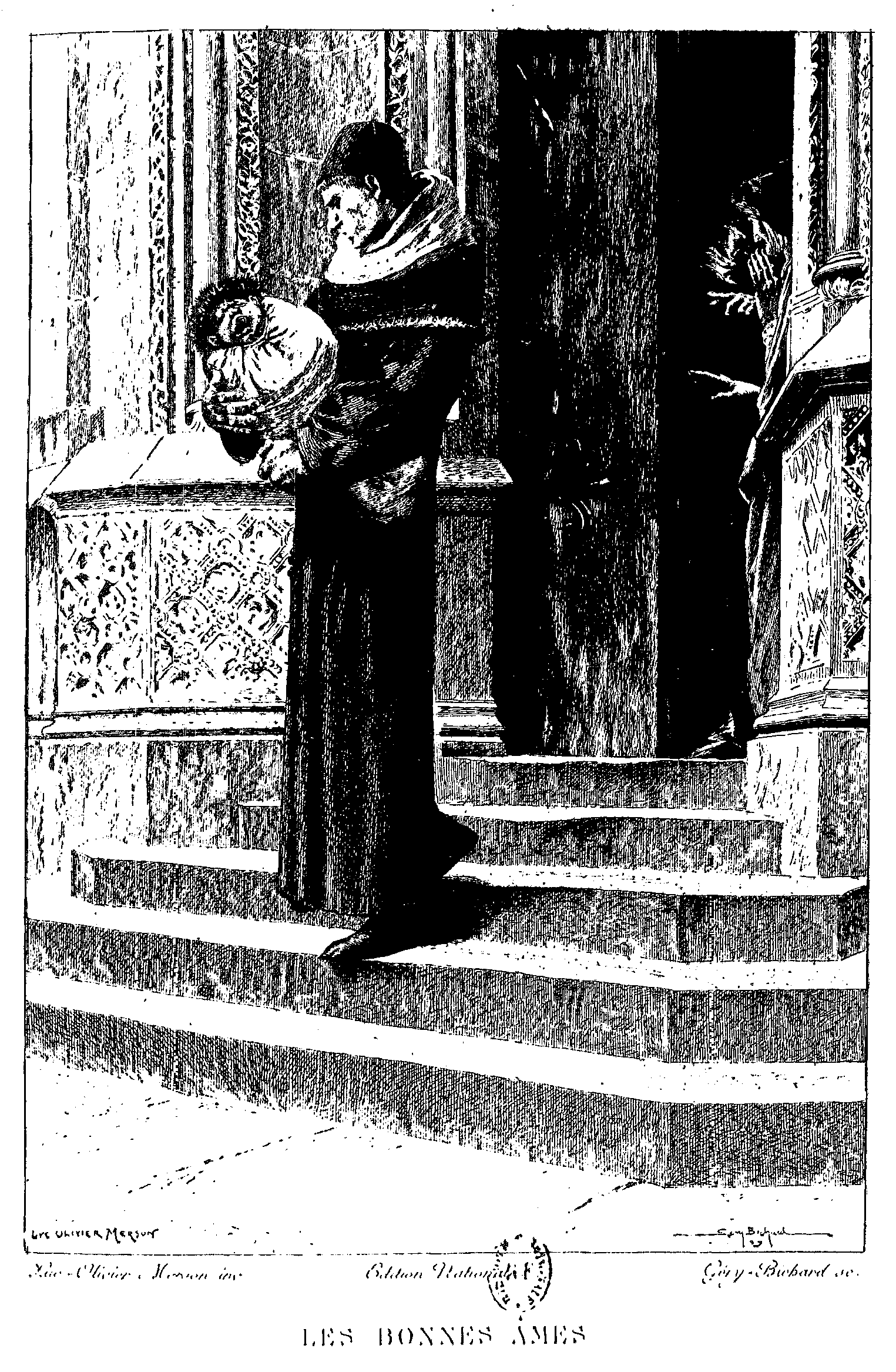
Claude Frollo, bärande på lille Quasimodo. Tecknad av Luc-Olivier Merson.

Claude Frollo är en romanfigur ur Victor Hugos roman Ringaren i Notre Dame. Han är ärkediakon över katedralen Notre Dame i Paris. I romanen beskrivs han som en komplicerad person. Han räddar det vanskapta barnet Quasimodo som övergivits av sin mor, och han älskar också sin bror Jehan.
Hans intresse för alkemi gör att många tror att han sysslar med svartkonst. Han grips av passion när han träffar den unga Esmeralda, en passion så stark att han nästan dödar kapten Phoebus, den man som Esmeralda älskar.

## Biografi i boken
Claude Frollos familj var godsägare i Tirechappe. Hans föräldrar bestämde redan när han var mycket liten att han skulle utbilda sig till präst. Frollo var en mycket begåvad student och läste många ämnen. När han var 19 år gammal dog hans föräldrar i en pestepidemi, och han hittade dem döda och sin späde lillebror ensam och skrikande. Frollo tog sig an sin bror och såg till att han fick bo i mjölnargården Moulin.
När han var färdig med sina studier blev han kaplan i Notre Dame. Där tog han sig an lille Quasimodo, som låg i en säck på en träbrits där man brukade lägga hittebarn för att någon skulle ta hand om dem, sedan han hört några andra prata om att bränna det lilla "vidundret" levande. Frollo lärde honom tala, läsa och skriva, och i gengäld blev Quasimodo så tacksam mot honom att han, som Victor Hugo beskriver det, blev som "den undergivnaste slav, lydigaste tjänare och mest uppmärksamma hund" till sin fosterfar.
Frollo fortsatte sin karriär inom kyrkan och blev genom sin kontakt med en biskop utnämnd till ärkediakon. Som ärkediakon blev Frollo ett tag mycket intresserad av alkemi, så till den grad att han tycks ha försummat sitt arbete något.
Sedan blev Frollo djupt förälskad i den zigenska dansösen Esmeralda. Han försökte i början förtränga det, och såg till att driva igenom ett förbud mot zigenerskor att dansa på en viss plats framför kyrkan för att slippa se henne. Esmeralda trotsade emellertid förbudet. Senare beskådade han ett kärleksmöte mellan Esmeralda och kapten Phoebus, och i ett utbrott av svartsjuka knivhögg han Phoebus. Sedan fick Esmeralda skulden och erkände under tortyr.
Frollo var själv medlem i domargruppen som dömde Esmeralda. Sedan kom han in till henne i fängelsehålan och försökte i en lång serenad övertala henne att fly med honom, men hon vägrade eftersom det var han som hade dödat hennes älskade Phoebus. Efter att vid ett senare tillfälle ha flytt med Esmeralda – denna gång från Notre-Dame – utlämnade han henne åt vakterna som skulle hänga henne, eftersom hon vägrade att ingå ett sexuellt förhållande med honom.
Sedan såg han och Quasimodo på hur hon hängdes, och Frollo började skratta. De befann sig då någonstans högt uppe i Notre Dame, och Quasimodo, som hade blivit kär i Esmeralda, knuffade ner Frollo när han såg honom skratta. Ärkediakonen lyckades en stund klänga sig fast i en blyränna, men sedan ramlade han ner och slog ihjäl sig.

## Tolkningar i filmer
Både i stumfilmsversionen från 1923 och den svartvita versionen från 1939 är Frollo en god person medan hans bror Jehan är skurken.
I filmen Ringaren i Notre Dame från 1996 är Frollo domare medan ärkediakonen är en annan person. Här beskrivs Frollo som en extremt självisk gammal, korrupt och hänsynslös man som hatar romer och avrättar eller torterar dem så fort han får tag i en grupp. Att han uppfostrar Quasimodo beror snarare på egenintresse än människokärlek.